# Robert Giraud
Pour les articles homonymes, voir Giraud.
Robert Giraud est un poète, journaliste, écrivain et lexicologue français, né le 21 novembre 1921 à Nantiat (Haute-Vienne) et mort le 17 janvier 1997 à Nanterre,.

## Biographie

### Enfance
Robert Giraud a vécu son enfance et sa jeunesse à Limoges. Il suit sa scolarité au lycée Gay-Lussac et commence son droit. Arrêté par les nazis, enfermé à la prison du Petit Séminaire de Limoges, il échappe à la condamnation à mort grâce à la libération de la ville par les forces de Georges Guingouin. En 1944 il devient rédacteur en chef du journal Unir, issu de la résistance, et gagne Paris avec l'équipe rédactionnelle qui comprend notamment le journaliste et futur éditeur René Rougerie. Presque toute l'équipe d'Unir repartira pour Limoges dès la fin (très rapide) du journal, tandis que Robert, que désormais l'on appelle Bob Giraud, s'installe dans la capitale, au 5 de la rue Visconti, près de la rue de Seine.

### À Paris
Il fréquente assidument le bar-tabac de l'Institut, tenu par monsieur Fraysse. Il se lie d'amitié avec les clients du bistro : Maximilien Vox, les frères Prévert, Albert Vidalie, Maurice Baquet et surtout le photographe Robert Doisneau. Bob Giraud travaille pour l'antiquaire Romi, au 15 de la rue de Seine. La boutique de cet érudit est fréquentée, notamment, par Robert Doisneau, qui réalise là une fameuse série de photos, et par Jacques Delarue, inspecteur de police et futur historien. Ses amis du moment se nomment Michel Ragon qui deviendra comme lui bouquiniste avant d'entamer une brillante carrière de romancier et de critique d'art, le journaliste Pierre Mérindol ou Jean-Paul Clébert (auteur de Paris insolite). Il correspond avec Gaston Chaissac (certaines de ses lettres figurent dans Hippobosc au bocage de Chaissac).
Par la suite il fréquentera assidûment le photographe Georges Dudognon (il sera également l'ami d'Izis qu'il avait rencontré à Limoges à la Libération), les chanteuses Fréhel et Monique Morelli, Antoine Blondin, André Hardellet, René Fallet, André Vers, Tristan Rémy, Georges Brassens, les journalistes Pierre Chaumeil et Jacques Yonnet, auteur de Rue des maléfices. C'est à la mort de ce dernier, en 1974, que Pierre Chaumeil recommandera Robert Giraud à l'Auvergnat de Paris pour qu'il prenne sa relève.

## Œuvre
De la Libération jusqu'au milieu des années 1950, Bob Giraud vit une période à la fois très misérable sur le plan matériel, mais très enrichissante pour la suite de son œuvre.
Il fréquente alors les clochards qui peuplent le Paris populaire de la Libération : les Halles, la place Maubert, la rue Mouffetard, le Marais. Il entraîne avec lui son ami Robert Doisneau qui réalise là de magnifiques images. Il s'intéresse de près à tout ce qui est insolite comme les tatouages ou l'argot. Pigiste à Détective et Franc-Tireur il réalise dans ce journal, avec son ami Doisneau, une magnifique série de portraits sur des personnages insolites parisiens.
De 1943 à 1958, il publie cinq plaquettes de poésie, la dernière étant préfacée par André Salmon.
Son premier livre « non poétique », Les Tatouages du milieu, paraît en 1950. Il le coécrit avec Jacques Delarue. Avec Michel Ragon et Doisneau il cosigne en 1954 Les Parisiens tels qu'ils sont, une des premières publications de Robert Delpire.
Mais c'est en 1955 que paraît Le Vin des rues, son chef-d'œuvre, chez Denoël, d'abord grâce à Prévert puis à Blaise Cendrars. Bob Giraud s'y affirme comme un chroniqueur de grande classe et un témoin lucide de la mistoufle parisienne. C'est un des grands livres de la littérature parisienne et probablement un des derniers témoignages sur un Paris qui disparaît inexorablement sous la pelle des démolisseurs.
Cette connaissance lui donne l'occasion de travailler avec le jeune réalisateur Alain Jessua pour son premier film (le court métrage Léon la lune) ou avec le photographe Irving Penn pour une série de photos consacrées aux petits métiers de Paris publiées dans le magazine Vogue.
Cet ouvrage trouve son public et ouvre des portes à Bob Giraud : Pierre Mac Orlan le tient pour un auteur plein d'avenir, le jeune mais déjà célèbre René Fallet le félicite dans Le Canard enchaîné, André Vers aussi dans Le Monde libertaire.
Suivront d'autres récits de moindres envergures comme La Route mauve (1959), La Petite Gamberge (1961) et La Coupure (1966), mais désormais Giraud s'affirme comme un brillant spécialiste de l'argot et des bistrots.
À l'instar d'Albert Simonin, d'Auguste Le Breton ou d'Alphonse Boudard, il publiera des ouvrages de références sur l'argot du peuple, de la pègre et des prostituées dont il était un grand ami.
Ses autres amis, il les rencontrera, et ce jusqu'à la fin de ses jours, dans les meilleurs bistrots de la capitale, pas forcément les plus clinquants, mais sûrement les plus chaleureux : chez Fraysse, d'abord, mais aussi à la Palette, au Sauvignon, à la Taverne Henri IV, au Bar Bac, à Ma Bourgogne, à la Tartine, à l'Embuscade, au Rêve, aux Négociants, chez Bernard Perret ou encore au Vin des rues, baptisé ainsi en hommage à son livre le plus fameux.
Bob Giraud a toujours vécu parmi le peuple parisien. Il n'a jamais souhaité s'élever socialement et a toujours vécu librement. Jamais il n'a touché un salaire de sa vie. Il est mort entouré de nombreux amis, mais dans un grand dénuement.
Il a été incinéré au cimetière du Père-Lachaise.

### Écrits
- Confessions au jardin, Société intellectuelle du Centre, 1943
- Couronne de vent, Les écrits libres, 1945Poèmes
- Les Tatouages du ″milieu″, la Roulotte, 197080 dessins de tatouages par Jacques Delarue.
- Les Tatouages du ″milieu″, l'Oiseau de Minerve, 1999Rééd. Jacques Delarue, Robert Giraud; 80 photographies hors texte dont 14 de Robert Doisneau & 80 dessins de tatouages par Jacques Delarue.
- Interdit au cœur, Osmose, 1952Préface d'André Salmon.
- Les Parisiens tels qu'ils sont, R. Delpire, 1953Textes et commentaires de Robert Giraud et Michel Ragon. Photographies de Robert Doisneau.
- Le Vin des rues, Denoël, 1955Prix Rabelais; rééd. avec photographies de Robert Doisneau, 1983 et sans les photographies chez Stock, Collection Écrivins, préface de Philippe Claudel, 2009
- L'Enfant chandelier, Rougerie, 1958Illustrations de Pierre Giraud.
- La Route Mauve, Denoël, 1959
- Bistrots, Photographie de Robert Doisneau, Le Point, 1960Gravures sur le zinc, poème de Jacques Prévert
- La Petite Gamberge, Denoël, 1961
- Les Cris de Paris, 1961Eaux-fortes de Lars Bo
- Réservé à la Correspondance, Denoël, 1965
- Le Royaume d'Argot, Denoël, 1965Photographies de Robert Doisneau
- La Coupure, Denoël, 1966
- Petite Flore Argotique, Halévy, 1968Dessins de Gilles Sacksick
- Le Royaume secret du Milieu, Planète, 1969
- L'Académie d'Argot, Denoël, 1971Dessins de Moisan
- L'Argot tel qu'on le parle, Jacques Grancher, 1981
- Carrefour Buci, Le Dilettante, 1987
- Les Lumières du zinc, Le Dilettante, 1988
- Fleurir la ville, 1988Eaux-fortes de Lars Bo
- L'Argot du bistrot, Marval, 1989Illustré de 31 photographies inédites Édouard Boubat, Denise Colomb, François Coumert, Robert Doisneau; rééd. sans les photographies à la Table ronde, Collection La Petite Vermillon, préface de Sébastien Lapaque, 2010
- L'Argot d'Éros, Marval, 1992
- Faune et flore argotiques, Le Dilettante, 1993
- L'argot de la "Série noire", vol. 1, L'argot des traducteurs, Joseph K, coll. « Temps Noir », 1996avec Pierre Ditalia; avant-propos par Patrick Raynal.
- Paris mon pote, Le Dilettante, 1988Préface Olivier Bailly
- Le Peuple des berges, Le Dilettante, 1998Préface Olivier Bailly